# フロログルシノールレダクターゼ
フロログルシノールレダクターゼ（phloroglucinol reductase）は、次の化学反応を触媒する酸化還元酵素である。
ジヒドロフロログルシノール + NADP+ {\displaystyle \rightleftharpoons } フロログルシノール + NADPH + H+
反応式の通り、この酵素の基質はジヒドロフロログルシノールとNADP+、生成物はフロログルシノールとNADPHとH+である。
組織名はdihydrophloroglucinol:NADP+ oxidoreductaseである。